# Le Trestoulas
Le Trestoulas è un romanzo di Henri Bosco del 1935.
L'opera è ambientata nel sud della Francia (in particolare in Provenza e descrive una storia contadina fatta di piccole meschinità e di rivalse, ma dove non manca anche l'elemento meraviglioso. Il narratore, André Cheynes, racconta i fatti dopo essersi allontanato dai luoghi dove si sono svolti.

## Trama
Le Trestoulas è un podere di proprietà di Clapu, arido e sterile: Clapu ha già deciso di venderlo ai Matouret, cui serve come passaggio, ma cambia idea quando scopre che al di sotto della sua proprietà scorrono acque sotterranee il cui controllo permette di irrigare o meno tutti i campi della zona. I Matouret, indispettiti dal mancato rispetto del patto di vendita, e accusando il notaio Mr Glat di essere d'accordo con Clapu, danno l'ordine di riempire di sassi e ghiaia la Conque, che è la fontana del paese, nonché la meraviglia della zona e per di più molto amata dal notaio. In quello stesso istante, Clapu blocca le acque e tutti i campi seccano e le piante muoiono. I Matouret sono costretti all'esilio e allora Clapu riapre le acque, indifferente alla rovina che nel frattempo ha creato.